# Maksim Medvedev
Maksim Borisovitsj Medvedev (Russisch: Максим Борисович Медведев; Bakoe, 29 september 1989) is een Azerbeidzjaans voormalig voetballer die doorgaans speelde als rechtsback. Tussen 2006 en 2024 was hij actief voor FK Qarabağ. Medvedev maakte in 2009 zijn debuut in het Azerbeidzjaans voetbalelftal en kwam uiteindelijk tot eenentachtig interlandoptredens.

## Clubcarrière
Medvedev speelde in de jeugdopleiding van FK Qarabağ, waar hij vervolgens in 2006 ook zijn debuut maakte in het eerste elftal. Gedurende de jaren die volgden, kreeg hij steeds meer een vaste rol in het team. Op 24 maart 2012 tekende de vleugelverdediger voor zijn eerste doelpunt als professioneel voetballer. Op bezoek bij FK Bakoe opende hij na acht minuten de score. Vagif Javadov verdubbelde in het begin van de tweede helft de voorsprong. Uiteindelijk werd het 1–2 door een tegentreffer van Rahman Hajiyev. In het seizoen 2013/14 werd Medvedev met Qarabağ landskampioen en in de drie seizoenen erop werd zowel de landstitel als de beker binnengehaald. In de zomer van 2024 besloot Medvedev op vierendertigjarige leeftijd een punt te zetten achter zijn actieve loopbaan.

## Clubstatistieken
| Seizoen | Club       | Competitie     | Competitie | Competitie | Beker | Beker | Internationaal | Internationaal | Totaal | Totaal |
| Seizoen | Club       | Competitie     | Wed.       | Dlp.       | Wed.  | Dlp.  | Wed.           | Dlp.           | Wed.   | Dlp.   |
| ------- | ---------- | -------------- | ---------- | ---------- | ----- | ----- | -------------- | -------------- | ------ | ------ |
| 2006/07 | FK Qarabağ | Premyer Liqası | 11         | 0          | 0     | 0     | —              | —              | 11     | 0      |
| 2007/08 | FK Qarabağ | Premyer Liqası | 18         | 0          | 0     | 0     | —              | —              | 18     | 0      |
| 2008/09 | FK Qarabağ | Premyer Liqası | 20         | 0          | 0     | 0     | —              | —              | 20     | 0      |
| 2009/10 | FK Qarabağ | Premyer Liqası | 26         | 0          | 2     | 0     | 5              | 0              | 33     | 0      |
| 2010/11 | FK Qarabağ | Premyer Liqası | 18         | 0          | 1     | 0     | 7              | 0              | 26     | 0      |
| 2011/12 | FK Qarabağ | Premyer Liqası | 25         | 2          | 5     | 0     | 6              | 0              | 36     | 2      |
| 2012/13 | FK Qarabağ | Premyer Liqası | 24         | 1          | 3     | 0     | —              | —              | 27     | 1      |
| 2013/14 | FK Qarabağ | Premyer Liqası | 32         | 2          | 3     | 0     | 8              | 0              | 43     | 2      |
| 2014/15 | FK Qarabağ | Premyer Liqası | 23         | 1          | 6     | 1     | 9              | 0              | 38     | 2      |
| 2015/16 | FK Qarabağ | Premyer Liqası | 26         | 0          | 4     | 0     | 8              | 0              | 38     | 0      |
| 2016/17 | FK Qarabağ | Premyer Liqası | 19         | 3          | 5     | 0     | 11             | 0              | 35     | 3      |
| 2017/18 | FK Qarabağ | Premyer Liqası | 22         | 1          | 0     | 0     | 12             | 0              | 34     | 1      |
| 2018/19 | FK Qarabağ | Premyer Liqası | 21         | 0          | 3     | 0     | 14             | 1              | 38     | 1      |
| 2019/20 | FK Qarabağ | Premyer Liqası | 17         | 0          | 2     | 0     | 14             | 1              | 33     | 1      |
| 2020/21 | FK Qarabağ | Premyer Liqası | 23         | 1          | 4     | 1     | 6              | 0              | 33     | 2      |
| 2021/22 | FK Qarabağ | Premyer Liqası | 19         | 1          | 4     | 0     | 13             | 1              | 36     | 2      |
| 2022/23 | FK Qarabağ | Premyer Liqası | 15         | 0          | 1     | 0     | 5              | 0              | 21     | 0      |
| 2023/24 | FK Qarabağ | Premyer Liqası | 17         | 0          | 1     | 0     | 7              | 0              | 25     | 0      |
| Totaal  | Totaal     | Totaal         | 376        | 12         | 44    | 2     | 125            | 3              | 545    | 17     |

## Interlandcarrière
Medvedev maakte zijn debuut in het Azerbeidzjaans voetbalelftal op 10 oktober 2009, toen met 0–2 gewonnen werd van Liechtenstein door doelpunten van Vagif Javadov en Elvin Məmmədov. Hij mocht van bondscoach Berti Vogts in de basis begonnen en werd in de blessuretijd gewisseld ten faveure van Rail Məlikov. Op 8 oktober 2016 speelde Medvedev zijn achtendertigste interland voor Azerbeidzjan in een kwalificatieduel om het WK 2018 met Noorwegen. Van de nieuwe bondscoach Robert Prosinečki mocht hij in de basis beginnen en het gehele duel meespelen. In de elfde minuut tekende hij voor zijn eerste interlandtreffer. Zijn doelpunt was uiteindelijk ook de enige in de wedstrijd.
| Interlands van Maksim Medvedev voor Azerbeidzjan | Interlands van Maksim Medvedev voor Azerbeidzjan | Interlands van Maksim Medvedev voor Azerbeidzjan | Interlands van Maksim Medvedev voor Azerbeidzjan | Interlands van Maksim Medvedev voor Azerbeidzjan | Interlands van Maksim Medvedev voor Azerbeidzjan | Interlands van Maksim Medvedev voor Azerbeidzjan |
| №                                                | Datum                                            | Wedstrijd                                        | Uitslag                                          | Competitie                                       | Goals                                            |                                                  |
| Als speler bij FK Qarabağ                        | Als speler bij FK Qarabağ                        | Als speler bij FK Qarabağ                        | Als speler bij FK Qarabağ                        | Als speler bij FK Qarabağ                        | Als speler bij FK Qarabağ                        | Als speler bij FK Qarabağ                        |
| ------------------------------------------------ | ------------------------------------------------ | ------------------------------------------------ | ------------------------------------------------ | ------------------------------------------------ | ------------------------------------------------ | ------------------------------------------------ |
| 1                                                | 10 oktober 2009                                  | Liechtenstein – Azerbeidzjan                     | 0 – 2                                            | WK 2010 kwalificatie                             |                                                  |                                                  |
| 2                                                | 14 oktober 2009                                  | Azerbeidzjan – Rusland                           | 1 – 1                                            | WK 2010 kwalificatie                             |                                                  |                                                  |
| 3                                                | 18 november 2009                                 | Azerbeidzjan – Tsjechië                          | 2 – 0                                            | Vriendschappelijk                                |                                                  |                                                  |
| 4                                                | 25 februari 2010                                 | Jordanië – Azerbeidzjan                          | 0 – 2                                            | Vriendschappelijk                                |                                                  |                                                  |
| 5                                                | 3 maart 2010                                     | Luxemburg – Azerbeidzjan                         | 1 – 2                                            | Vriendschappelijk                                |                                                  |                                                  |
| 6                                                | 26 mei 2010                                      | Azerbeidzjan – Moldavië                          | 1 – 1                                            | Vriendschappelijk                                |                                                  |                                                  |
| 7                                                | 29 mei 2010                                      | Azerbeidzjan – Macedonië                         | 1 – 3                                            | Vriendschappelijk                                |                                                  |                                                  |
| 8                                                | 2 juni 2010                                      | Honduras – Azerbeidzjan                          | 0 – 0                                            | Vriendschappelijk                                |                                                  |                                                  |
| 9                                                | 11 augustus 2010                                 | Azerbeidzjan – Koeweit                           | 1 – 1                                            | Vriendschappelijk                                |                                                  |                                                  |
| 10                                               | 7 september 2010                                 | Duitsland – Azerbeidzjan                         | 6 – 1                                            | EK 2012 kwalificatie                             |                                                  |                                                  |
| 11                                               | 3 juni 2011                                      | Kazachstan – Azerbeidzjan                        | 2 – 1                                            | EK 2012 kwalificatie                             |                                                  |                                                  |
| 12                                               | 23 mei 2012                                      | Japan – Azerbeidzjan                             | 2 – 0                                            | Vriendschappelijk                                |                                                  |                                                  |
| 13                                               | 15 augustus 2012                                 | Azerbeidzjan – Bahrein                           | 3 – 0                                            | Vriendschappelijk                                |                                                  |                                                  |
| 14                                               | 7 september 2012                                 | Azerbeidzjan – Israël                            | 1 – 1                                            | WK 2014 kwalificatie                             |                                                  |                                                  |
| 15                                               | 11 september 2012                                | Portugal – Azerbeidzjan                          | 3 – 0                                            | WK 2014 kwalificatie                             |                                                  |                                                  |
| 16                                               | 16 oktober 2012                                  | Rusland – Azerbeidzjan                           | 1 – 0                                            | WK 2014 kwalificatie                             |                                                  |                                                  |
| 17                                               | 14 november 2012                                 | Noord-Ierland – Azerbeidzjan                     | 1 – 1                                            | WK 2014 kwalificatie                             |                                                  |                                                  |
| 18                                               | 1 februari 2013                                  | Oezbekistan – Azerbeidzjan                       | 0 – 0                                            | Vriendschappelijk                                |                                                  |                                                  |
| 19                                               | 6 februari 2013                                  | Azerbeidzjan – Liechtenstein                     | 1 – 0                                            | Vriendschappelijk                                |                                                  |                                                  |
| 20                                               | 22 maart 2013                                    | Luxemburg – Azerbeidzjan                         | 0 – 0                                            | WK 2014 kwalificatie                             |                                                  |                                                  |
| 21                                               | 26 maart 2013                                    | Azerbeidzjan – Portugal                          | 0 – 2                                            | WK 2014 kwalificatie                             |                                                  |                                                  |
| 22                                               | 29 mei 2013                                      | Qatar – Azerbeidzjan                             | 1 – 1                                            | Vriendschappelijk                                |                                                  |                                                  |
| 23                                               | 14 augustus 2013                                 | Azerbeidzjan – Malta                             | 3 – 0                                            | Vriendschappelijk                                |                                                  |                                                  |
| 24                                               | 15 oktober 2013                                  | Azerbeidzjan – Rusland                           | 1 – 1                                            | WK 2014 kwalificatie                             |                                                  |                                                  |
| 25                                               | 15 november 2013                                 | Estland – Azerbeidzjan                           | 2 – 1                                            | Vriendschappelijk                                |                                                  |                                                  |
| 26                                               | 27 mei 2014                                      | Verenigde Staten – Azerbeidzjan                  | 2 – 0                                            | Vriendschappelijk                                |                                                  |                                                  |
| 27                                               | 13 oktober 2014                                  | Kroatië – Azerbeidzjan                           | 6 – 0                                            | EK 2016 kwalificatie                             |                                                  |                                                  |
| 28                                               | 16 november 2014                                 | Azerbeidzjan – Noorwegen                         | 0 – 1                                            | EK 2016 kwalificatie                             |                                                  |                                                  |
| 29                                               | 28 maart 2015                                    | Azerbeidzjan – Malta                             | 2 – 0                                            | EK 2016 kwalificatie                             |                                                  |                                                  |
| 30                                               | 12 juni 2015                                     | Noorwegen – Azerbeidzjan                         | 0 – 0                                            | EK 2016 kwalificatie                             |                                                  |                                                  |
| 31                                               | 10 oktober 2015                                  | Azerbeidzjan – Italië                            | 1 – 3                                            | EK 2016 kwalificatie                             |                                                  |                                                  |
| 32                                               | 13 oktober 2015                                  | Bulgarije – Azerbeidzjan                         | 2 – 0                                            | EK 2016 kwalificatie                             |                                                  |                                                  |
| 33                                               | 17 november 2015                                 | Azerbeidzjan – Moldavië                          | 2 – 1                                            | Vriendschappelijk                                |                                                  |                                                  |
| 34                                               | 26 maart 2016                                    | Azerbeidzjan – Kazachstan                        | 0 – 1                                            | Vriendschappelijk                                |                                                  |                                                  |
| 35                                               | 29 mei 2016                                      | Azerbeidzjan – Macedonië                         | 1 – 3                                            | Vriendschappelijk                                |                                                  |                                                  |
| 36                                               | 3 juni 2016                                      | Canada – Azerbeidzjan                            | 1 – 1                                            | Vriendschappelijk                                |                                                  |                                                  |
| 37                                               | 4 september 2016                                 | San Marino – Azerbeidzjan                        | 0 – 1                                            | WK 2018 kwalificatie                             |                                                  |                                                  |
| 38                                               | 8 oktober 2016                                   | Azerbeidzjan – Noorwegen                         | 1 – 0                                            | WK 2018 kwalificatie                             | 11'                                              |                                                  |
| 39                                               | 11 oktober 2016                                  | Tsjechië – Azerbeidzjan                          | 0 – 0                                            | WK 2018 kwalificatie                             |                                                  |                                                  |
| 40                                               | 11 november 2016                                 | Noord-Ierland – Azerbeidzjan                     | 4 – 0                                            | WK 2018 kwalificatie                             |                                                  |                                                  |
| 41                                               | 11 juni 2017                                     | Azerbeidzjan – Noord-Ierland                     | 0 – 1                                            | WK 2018 kwalificatie                             |                                                  |                                                  |
| 42                                               | 1 september 2017                                 | Noorwegen – Azerbeidzjan                         | 2 – 0                                            | WK 2018 kwalificatie                             |                                                  |                                                  |
| 43                                               | 30 januari 2018                                  | Azerbeidzjan – Moldavië                          | 0 – 0                                            | Vriendschappelijk                                |                                                  |                                                  |
| 44                                               | 23 maart 2018                                    | Azerbeidzjan – Wit-Rusland                       | 0 – 1                                            | Vriendschappelijk                                |                                                  |                                                  |
| 45                                               | 27 maart 2018                                    | Azerbeidzjan – Macedonië                         | 1 – 1                                            | Vriendschappelijk                                |                                                  |                                                  |
| 46                                               | 29 mei 2018                                      | Azerbeidzjan – Kirgizië                          | 3 – 0                                            | Vriendschappelijk                                | 17'                                              |                                                  |
| 47                                               | 5 juni 2018                                      | Kazachstan – Azerbeidzjan                        | 3 – 0                                            | Vriendschappelijk                                |                                                  |                                                  |
| 48                                               | 9 juni 2018                                      | Letland – Azerbeidzjan                           | 1 – 3                                            | Vriendschappelijk                                | 20'                                              |                                                  |
| 49                                               | 7 september 2018                                 | Azerbeidzjan – Kosovo                            | 0 – 0                                            | Nations League 2018/19                           |                                                  |                                                  |
| 50                                               | 10 september 2018                                | Malta – Azerbeidzjan                             | 1 – 1                                            | Nations League 2018/19                           |                                                  |                                                  |
| 51                                               | 11 oktober 2018                                  | Faeröer – Azerbeidzjan                           | 0 – 3                                            | Nations League 2018/19                           |                                                  |                                                  |
| 52                                               | 14 oktober 2018                                  | Azerbeidzjan – Malta                             | 1 – 1                                            | Nations League 2018/19                           |                                                  |                                                  |
| 53                                               | 17 november 2018                                 | Azerbeidzjan – Faeröer                           | 2 – 0                                            | Nations League 2018/19                           |                                                  |                                                  |
| 54                                               | 20 november 2018                                 | Kosovo – Azerbeidzjan                            | 4 – 0                                            | Nations League 2018/19                           |                                                  |                                                  |
| 55                                               | 21 maart 2019                                    | Kroatië – Azerbeidzjan                           | 2 – 1                                            | EK 2020 kwalificatie                             |                                                  |                                                  |
| 56                                               | 25 maart 2019                                    | Azerbeidzjan – Litouwen                          | 0 – 0                                            | Vriendschappelijk                                |                                                  |                                                  |
| 57                                               | 8 juni 2019                                      | Azerbeidzjan – Hongarije                         | 1 – 3                                            | EK 2020 kwalificatie                             |                                                  |                                                  |
| 58                                               | 11 juni 2019                                     | Azerbeidzjan – Slowakije                         | 1 – 5                                            | EK 2020 kwalificatie                             |                                                  |                                                  |
| 59                                               | 6 september 2019                                 | Wales – Azerbeidzjan                             | 2 – 1                                            | EK 2020 kwalificatie                             |                                                  |                                                  |
| 60                                               | 9 september 2019                                 | Azerbeidzjan – Kroatië                           | 1 – 1                                            | EK 2020 kwalificatie                             |                                                  |                                                  |
| 61                                               | 5 september 2020                                 | Azerbeidzjan – Luxemburg                         | 1 – 2                                            | Nations League 2020/21                           |                                                  |                                                  |
| 62                                               | 8 september 2020                                 | Cyprus – Azerbeidzjan                            | 0 – 1                                            | Nations League 2020/21                           | 29'                                              |                                                  |
| 63                                               | 10 oktober 2020                                  | Montenegro – Azerbeidzjan                        | 2 – 0                                            | Nations League 2020/21                           |                                                  |                                                  |
| 64                                               | 11 november 2020                                 | Slovenië – Azerbeidzjan                          | 0 – 0                                            | Vriendschappelijk                                |                                                  |                                                  |
| 65                                               | 14 november 2020                                 | Azerbeidzjan – Montenegro                        | 0 – 0                                            | Nations League 2020/21                           |                                                  |                                                  |
| 66                                               | 24 maart 2021                                    | Portugal – Azerbeidzjan                          | 1 – 0                                            | WK 2022 kwalificatie                             |                                                  |                                                  |
| 67                                               | 30 maart 2021                                    | Azerbeidzjan – Servië                            | 1 – 2                                            | WK 2022 kwalificatie                             |                                                  |                                                  |
| 68                                               | 27 mei 2021                                      | Turkije – Azerbeidzjan                           | 2 – 1                                            | Vriendschappelijk                                |                                                  |                                                  |
| 69                                               | 2 juni 2021                                      | Wit-Rusland – Azerbeidzjan                       | 1 – 2                                            | Vriendschappelijk                                |                                                  |                                                  |
| 70                                               | 6 juni 2021                                      | Moldavië – Azerbeidzjan                          | 1 – 0                                            | Vriendschappelijk                                |                                                  |                                                  |
| 71                                               | 1 september 2021                                 | Luxemburg – Azerbeidzjan                         | 2 – 1                                            | WK 2022 kwalificatie                             |                                                  |                                                  |
| 72                                               | 4 september 2021                                 | Ierland – Azerbeidzjan                           | 1 – 1                                            | WK 2022 kwalificatie                             |                                                  |                                                  |
| 73                                               | 9 oktober 2021                                   | Azerbeidzjan – Ierland                           | 0 – 3                                            | WK 2022 kwalificatie                             |                                                  |                                                  |
| 74                                               | 12 oktober 2021                                  | Servië – Azerbeidzjan                            | 3 – 1                                            | WK 2022 kwalificatie                             |                                                  |                                                  |
| 75                                               | 11 november 2021                                 | Azerbeidzjan – Luxemburg                         | 1 – 3                                            | WK 2022 kwalificatie                             |                                                  |                                                  |
| 76                                               | 14 november 2021                                 | Azerbeidzjan – Qatar                             | 2 – 2                                            | Vriendschappelijk                                |                                                  |                                                  |
| 77                                               | 25 maart 2022                                    | Malta – Azerbeidzjan                             | 1 – 0                                            | Vriendschappelijk                                |                                                  |                                                  |
| 78                                               | 29 maart 2022                                    | Azerbeidzjan – Letland                           | 0 – 1                                            | Vriendschappelijk                                |                                                  |                                                  |
| 79                                               | 3 juni 2022                                      | Kazachstan – Azerbeidzjan                        | 2 – 0                                            | Nations 2022/23                                  |                                                  |                                                  |
| 80                                               | 6 juni 2022                                      | Wit-Rusland – Azerbeidzjan                       | 0 – 0                                            | Nations 2022/23                                  |                                                  |                                                  |
| 81                                               | 10 juni 2022                                     | Azerbeidzjan – Slowakije                         | 0 – 1                                            | Nations 2022/23                                  |                                                  |                                                  |

## Erelijst
| Premyer Liqası    | 10 | 2013/14, 2014/15, 2015/16, 2016/17, 2017/18, 2018/19, 2019/20, 2021/22, 2022/23, 2023/24 |
| Azərbaycan Kuboku | 5  | 2014/15, 2015/16, 2016/17, 2021/22, 2023/24                                              |